# Pishquitpah
Pishquitpah (Pishquitpaw), pleme Shahaptian Indijanaca naseljeno 1805. godine na sjevernoj strani Colimbije na Muscleshell Rapidsu, a zimovali na Yakimi u Washingtonu. Opisani su kao lovci i ribari. Nisu vršili deformaciju lubanje kao plemena dalje niz rijeku. Svoje kuće izrađivali su od rogožina. Vjerojatno su identični bandi Yakima poznatoj kao Pisko.

## Vanjske poveznice
- The Journals of Lewis and Clark